# Vikidál Gyula

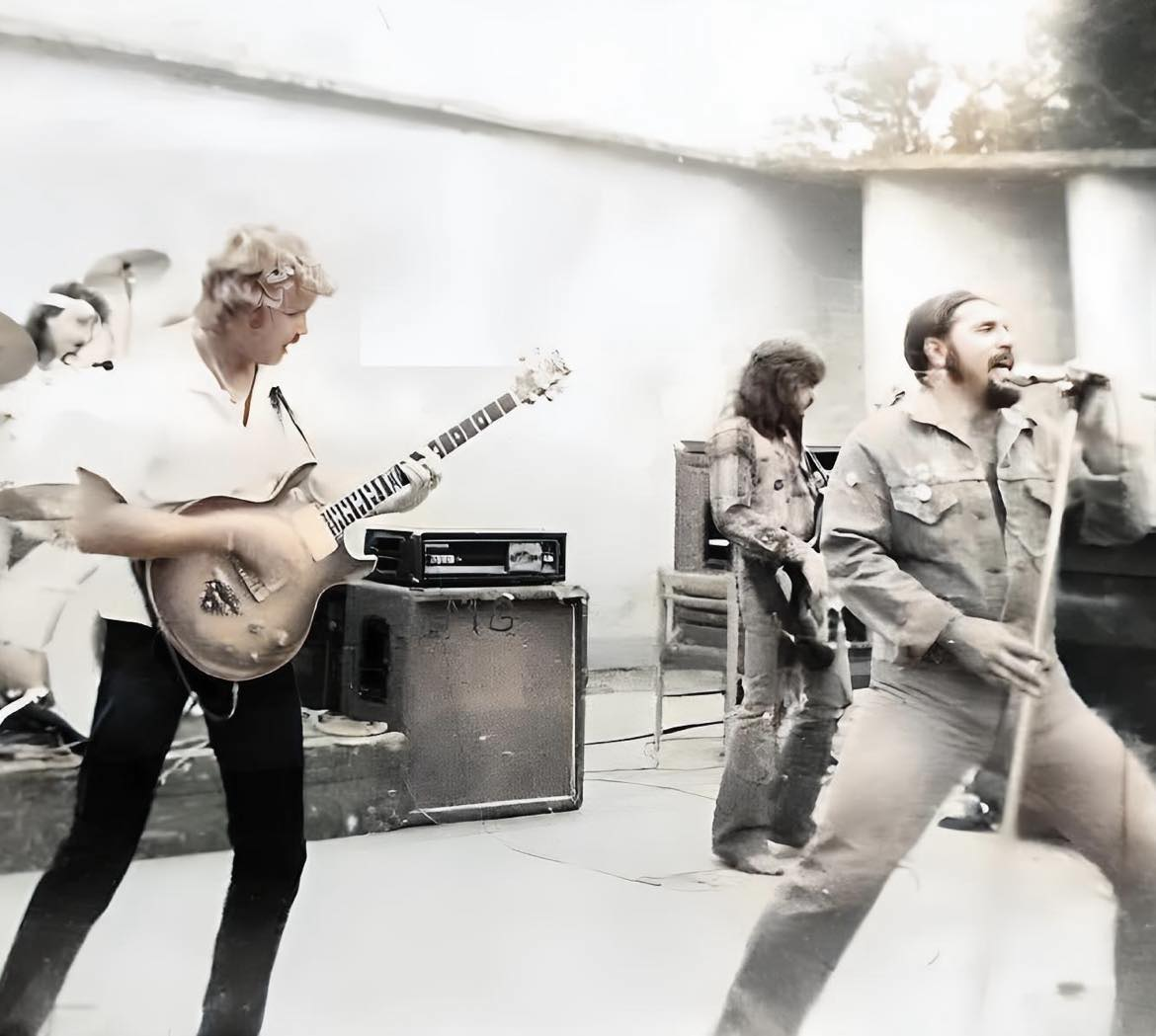
Bencsik Sándor basszusgitárossal (1983)

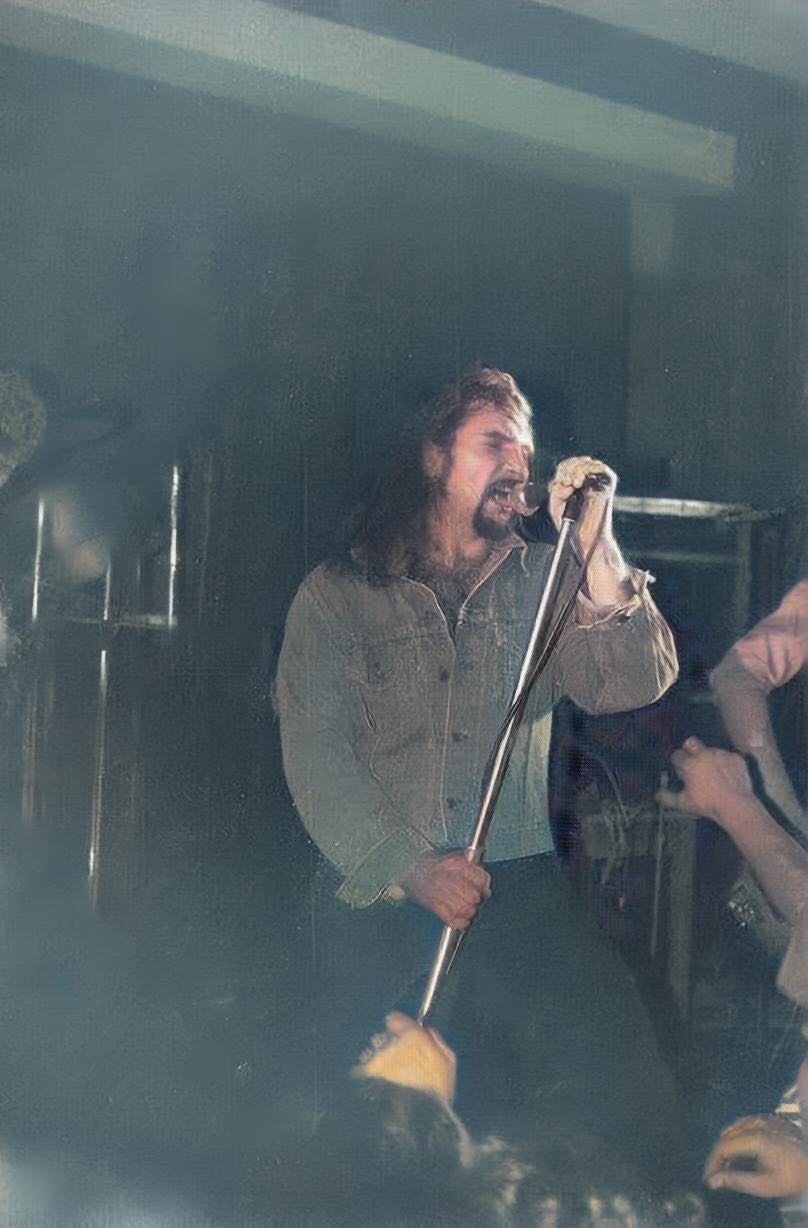
A Pandora's Box zenekar énekeseként

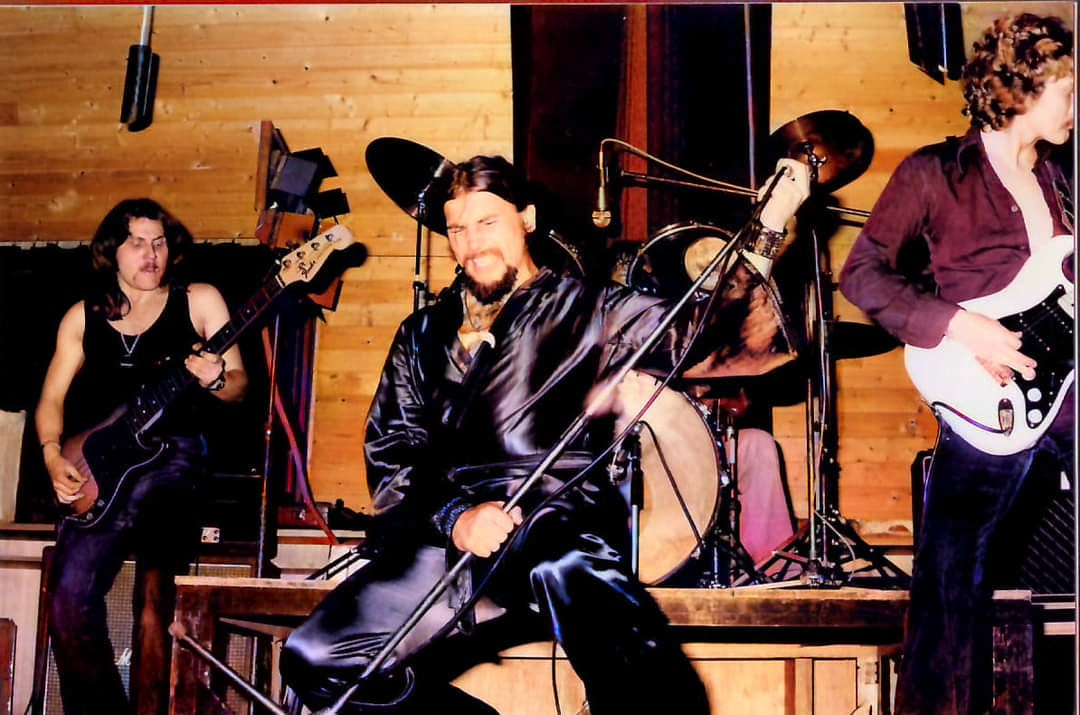
Vikidál Gyula (középen) a P. Mobil zenekar frontembereként

Vikidál Gyula (Budapest, 1948. január 25. –) Liszt Ferenc-díjas és kétszeres EMeRTon-díjas magyar énekes, színész, a P. Mobil, Dinamit, P. Box és MHV zenekarok egykori frontembere.

## Pályafutása
1965-ben indult zenei pályája, először az Iris, majd a Gemler, Pop, Recorder, Gesarol és Pannónia együttes tagja volt. 1968-ban a Gemler együttesben született meg a később ismertté vált dal, a Keresztúton állok. 1974-ben csatlakozott a P. Mobilhoz (a Gesarol utódjához), melyben kis megszakítással 1979-ig énekelt; ez az együttes hozta meg számára az országos hírnevet. Ám mivel a P. Mobil nem adhatott ki nagylemezt, Vikidál többször is távozni akart az együttesből, többek között 1978-ban, amikor a Korál zenekarral egy teljes lemeznyi anyagot vettek fel, és a májusi bemutatkozó koncertjükre készültek. Végül a P. Mobilban maradt, de hamarosan végleg elhagyta a formációt. 1979-ben az év énekesévé választották. 1979–1982 között a Dinamit, 1982–1986 között a P. Box és 1989–1995 között az MHV együttesben énekelt. A nagyon hamar országos ismertséget elért Dinamit első nagylemezének (Dinamit, 1980) szövegét ő írta, amelyen olyan dalok szerepelnek, mint például a Tinédzser dal, Igazság és Dinamit a vérem. 1982 elején a zenekar feloszlott, ekkor a HitRock és a Kugli állandó vendégeként lépett fel, miközben gyárban dolgozott és vasat gyűjtött. Később a P. Box zenekarban ő hívta életre A zöld a bíbor és a fekete című rockklasszikust, valamint Bencsik Sándorral közösen megírták a Vágtass Velem és Soha nem elég című neves slágereket.
Színészként első szerepét Máté Péter és S. Nagy István Krízis című, a Városmajorban bemutatott produkciójában kapta. A darab ugyan megbukott, őt azonban felfedezték a színház számára. A következő szerepet az István, a király című rockoperában kapta 1983-ban, ő alakította ugyanis Koppány vezért. Ugyanebben az évben ismét az év énekese lett, amihez nagyban hozzájárult az István, a királyban nyújtott teljesítménye is. 1986-ban kapta meg első szerepét a Rock Színházban: ő játszotta Pilátust a Jézus Krisztus Szupersztár című darabban. Év végén felkérést kapott a Nemzeti Színházból Koppány szerepének eljátszására (ő volt az egyetlen, akit az eredeti társulatból meghívtak). Színházi elfoglaltságai miatt el kellett hagynia a P. Box formációt. 1987-től a Rock Színházban, majd később a Madách Színházban játszhatta a világhírű musical, A nyomorultak főszereplőjének, Jean Valjeannak a szerepét; színházi berkekben ezzel vált igazán ismertté[forrás?].
1992-től a Madách Színház társulatának tagja lett. Itt olyan neves szerepeket játszhatott el, mint Valkay tanár úr (Légy jó mindhalálig) vagy a Fáraó (József és a színes, szélesvásznú álomkabát). Színészi munkája mellett 2008-ig a Boxer, 2008–2009-ben pedig a Mobilmánia együttesben énekelt, utóbbiban 2010-től nagyon gyakran vendégszerepel és a zenekar örökös tagja. Ezt követően 2015-ben visszatért a Madách Színházba, ahol a püspök szerepét játszotta A nyomorultak musicalben. 2018-ban a Budapest Sportarénában egy 4 és fél órás koncerttel ünnepelte 70. születésnapját, majd 2023-ban 75. születésnapja alkalmából a Barba Negra Redben adott nagykoncertet.
Nős, felesége a híres basszusgitáros, Kékesi László testvére, Kékesi Judit, akivel már több, mint 50 éves házasságban él.
2004-ben, a szóbeszédet követően beismerte, hogy 1981 és 1986 között Dalos fedőnéven a III/III-as csoportfőnökség ügynöke volt „titkos megbízott” (TMB) minőségben, és szóbeli jelentéseket adott az állambiztonságnak, mások mellett Nagy Feróról, de Erdős Péterről is. Egy 2024-ben megjelent könyvben azonban végleg bizonyítást nyer, hogy a jelentések tartalma egyáltalán nem Vikidáltól származik. A szövegek lejegyzője - maga a tartótiszt - szinte tűpontossággal írta le a jelentésekben különböző újságcikkek tartalmát. A jelentés írása közben tehát ott volt egy újság a tiszt mellett, amiből másolhatott, majd az információ forrásának Dalost jelölte meg. Világosan látszik, Dalos ügynöksége kizárólag arra volt jó, hogy azon információkat, amelyeket az Állambiztonság hallani akart, egy név mögé rejtsék, ezzel hitelessé tegyék, még akkor is, ha a „titkos megbízott” nem is tudott erről. Mivel az újságok rágalmazást nem tartalmaztak, ezért "Dalos" jelentései legnagyobb részben teljesen semlegesek. Amely egy kicsit is terhelő lenne, az is a tartótiszttől származik, ugyanis egy újságbeli információ leírása után, a jelentése összefoglalójában többször egy, valaki számára terhelő következtetésre jut, de itt megint csak azért, hogy az Állambiztonság jelentéseken keresztül is megkapja azt, amit hallani szeretett volna.

## Diszkográfia

### P. Mobil
- 1978 – Kétforintos dal / Menj tovább (SP) (stúdiófelvétel)
- 1979 – Forma I. / Utolsó cigaretta (SP) (1978-as koncertfelvétel, Láng Művelődési Központ)
- 1984 – Honfoglalás (LP / MC, 2003: CD bónuszdalokkal) (a címadó szvit ötödik tételében + a CD-kiadás bónuszdalaiban)
- 1998 – Az „első” nagylemez '78 (CD / MC) (1978, Láng Művelődési Központ)
- 1999 – Színe-java 1. – Színe (CD / MC) (újra-felvett változatok egy részében)
- 2003 – Múlt idő 1973–1984 (CD) (demó- és koncertfelvételek) (Az Örökmozgó lettem... című P. Mobil könyv 1. CD-melléklete)
- 2003 – Mobilizmo (CD / MC) (a bónuszdalokban)
- 2003 – Heavy Medal (CD / MC) (a bónuszdalokban)
- 2009 - 4 Rocktenor (CD)
- 2015 – Vikidál-évek (1976-1979) (CD / LP) (demó- és koncertfelvételek)

### Dinamit
- 1979 – Tinédzser dal – Neked adnám a világot (SP)
- 1979 – Igazság – Mi ez az érzés (SP)
- 1980 – Dinamit (LP)
- 1981 – A híd (LP)

### P. Box
- 1982 - P. Box (vokál - B1)
- 1982 - Pandora's Box (SP) (A zöld a bíbor és a fekete - Valami rock and roll)
- 1983: Kő kövön
- 1985: Ómen
- 1995: A zöld, a bíbor és a fekete (Bencsik Sándor-emlékalbum, Vikidál három dalban énekel a P. Boxban, valamint a címadó dal remake-jében)

### MHV
- 1989: Ébresztő
- 1991: In The USA
- 1995: Bölcsőtől a sírig

### Szólóalbumok
- 1985: Vikidál Gyula
- 1990: Maradsz, aki voltál
- 1993: Keresztúton állok
- 1994: Vikidál Plussz
- 1998: Féltett kincseim

### Mobilmánia
- 2008: Ez a mánia
- 2014: Fénypokol (Az ördög itt belebukott című dalban közreműködik)
- 2017: Vándorvér (Segíts, hogy úgy legyen című dalban közreműködik)
- 2018: Ez még nem a Pokol / Landed In Your Hell (Ez a mánia, Még ne búcsúzz el, Az ördög itt belebukott, Segíts, hogy úgy legyen)
- 2024: Itt vagyok, hogy újból kitalálj (Ez a mánia, Az ördög itt belebukott)

### Közreműködések
- 1983 - István a király - Koppány szerepében
- 1985 - Itt élned, halnod kell
- 1985 - Kormorán: Betlehemi Királyok
- 1985 - Benkő Dániel: Ave Maria
- 1985 - Benkő Dániel: Pop Antico
- 1985 - Szörényi Levente- Koncz Zsuzsa - Vikidál Gyula: Eljön majd a nap (SP)
- 1986 - Jézus Krisztus Szupersztár - Pilátus szerepében
- 1986 - Kormorán: Anyámnak
- 1987 - A Nyomorultak - Jean Valjean szerepében
- 1987 - Popej és a többiek
- 1987 - Tolcsvay László - Tolcsvay Béla: Magyar Mise
- 1987 - Kalapos Ember
- 1991 - Madách Színház: József és színes, szélesvásznú álomkabát - Fáraó szerepében
- 1991 - Rock Színház: Légy jó mindhalálig (CD)
- 1992 - Madách Színház: Mária Evangéliuma - János szerepében
- 1992 - Búcsú Moszkvától (Kazetta)
- 1993 - Szörényi Levente: Attila, Isten kardja (LP/CD/Kazetta) - Attila szerepében
- 1994 - Madách Színház: Anna Karenina (CD) - Pópa szerepében
- 1995 - Sztárkarácsony (Kazetta)
- 1997 - Rock Színház: Utazás musical (CD)
- 2000 - Madách Színház: A megfeszített - Rockopera (CD)
- 2003 - István a király Csíksomlyón (DVD)
- 2005 - Emberi szóval (Radics Béla emlékkoncert) (DVD)
- 2013 - Alcohol: Rockhimnusz
- 2018 - Vikidál 70 - Zeffer 60 - Mobilmánia 10 (LP/DVD/CD)
- 2019 - Dinamit 40 (koncertfelvétel) (DVD)
- 2023 - Molnár György: Utolsó Mohikán (CD)

### Könyvek
- Győri Magda: Vikidál (1990)
- Takács Tibor: Dalos-könyv -  A filológia öröme, avagy kis magyar rock and roll svindli (2024)

## Színpadi szerepek
- Szörényi Levente–Bródy János: István, a király... Koppány
- Lev Tolsztoj: Anna Karenina... Scserbackij herceg
- Mikszáth Kálmán: Beszterce ostroma... Ferenc József
- Gárdonyi Géza– Várkonyi Mátyás: Egri csillagok... Dobó István, Török Bálint
- Joseph Stein–Jerry Block–Sheldon Harnick: Hegedűs a háztetőn... Lázár Wolf
- Tolcsvay László–Müller Péter–Müller Péter Sziámi: Isten pénze... Mr. Fezziwig
- Ken Kesey–Dale Wassermann: Kakukkfészek... Williams ápoló
- Victor Hugo–Claude-Michel Schönberg–Alain Boublil: A nyomorultak...  Jean Valjean... Javert rendőrfelügyelő
- Lionel Bart: Oliver... Fagin
- Tolcsvay László–Müller Péter p–Müller Péter Sziámi: Mária evangéliuma... János apostol
- Andrew Lloyd Webber: Az Operaház fantomja... Joseph Bouquet, zsinórmester
- Móra Ferenc–Zalán Tibor: A rab ember fiai... Apafi Mihály fejedelem
- Szörényi Levente–Bródy János: A kiátkozott... Attila fejedelem
- Molnár Ferenc–Kocsák Tibor–Miklós Tibor: A vörös malom... Rex Infernus
- Szörényi Levente–Bródy János: Atilla – Isten kardja... Atilla
- Anouilh: Becket vagy Isten becsülete... Arundel báró
- Szakcsi Lakatos Béla–Csemer Géza: A bestia... nádor
- Andrew Lloyd Webber–Tim Rice: Evita... Peron
- Sorkin: Isten, haza, sereg... Kendrick hadnagy
- Victor Máté–Koltay Gábor: Itt élned, halnod kell... Dózsa György
- Andrew Lloyd Webber–Tim Rice: Jézus Krisztus szupersztár... Pilátus
- Máté Péter–S. Nagy István: Krízis... Góré
- Andrew Lloyd Webber–Tim Rice: József és a színes, szélesvásznú álomkabát... fáraó
- Leonard Bernstein: Kennedy-mise... pap
- Móricz Zsigmond–Kocsák Tibor–Miklós Tibor: Légy jó mindhalálig... Valkay tanár úr

## Filmjei

### Játékfilmek
- István, a király (1983)
- Atilla, Isten kardja (1998)

### Tévéfilmek
- A téli csillag meséje (1984)
- Erdély aranykora 1-2. (1989)
- Julianus barát 1-3. (1991)
- TV a város szélén (1998)
- Örökmozgó lettem – P. Mobil sztori (2001)
- Az élet szép, az élet minden
- A Zöld a Bíbor és a Fekete
- A Hortobágy legendája (2008)

## Díjak, elismerések
- Popmeccs – Az év énekese (1979)
- Az év énekese (1983)
- EMeRTon-díj (1986, 1990)
- Liszt Ferenc-díj (1988)
- A Magyar Köztársasági Érdemrend tisztikeresztje (1993)
- Lyra-díj (2000)
- Tiszteletbeli Székely cím (2007)
- S. Nagy István Emlékdíj (2025)

## Jelentősebb zenésztársai
- Bencsik Sándor (Gesarol, P. Mobil, P. Box)
- Cserháti István (P. Mobil, P. Box)
- Homonyik Sándor (MHV)
- Jankai Béla (Boxer)
- Kékesi László (P. Mobil, Mobilmánia)
- Kovács Kati (duettek: 1985: Óévbúcsúztató, 1986: Porgy és Bess, 1989: Magyar–magyar baráti társaság, 1993: Atilla, Isten kardja, 1994: A szeretet az út)
- Koncz Zsuzsa, Szörényi Levente (duett: Eljön majd a nap)
- Lugosi László (Dinamit)
- Mareczky István (P. Mobil)
- Menyhárt János (MHV)
- Németh Alajos (Dinamit)
- Németh Gábor (Dinamit)
- Pálmai Zoltán (P. Mobil, P. Box, Boxer)
- Papp Gyula (Dinamit)
- Rudán Joe (Mobilmánia)
- Sáfár József (P. Box)
- Schuster Lóránt (Gesarol, P. Mobil)
- Szabó István (P. Box)
- Szűcs Antal Gábor (Dinamit)
- Tunyogi Péter (Mobilmánia)
- Varga Miklós (Boxer)
- Zeffer András (Mobilmánia)
- Zselencz László (P. Box, Boxer)
- Deák Bill Gyula „Bill kapitány” (István a király, Atilla isten kardja)
- Kalapács József (Atilla Isten kardja)